# Smartiomyia danielsi
Smartiomyia danielsi är en tvåvingeart som beskrevs av Schneider 2010. Smartiomyia danielsi ingår i släktet Smartiomyia och familjen stekelflugor. Inga underarter finns listade i Catalogue of Life.